# バスター
バスターとは、野球・ソフトボールにおいて打者がバントの構えで打席に立ち、投手が投球動作に入ってからヒッティングに切り替える打法のこと。

## 解説
バスターという呼称は和製英語であり、英語ではslash bunt、fake bunt and swing、butcher boy、slug buntなどと呼ばれる。
日本でこの名称が使われるようになったきっかけは、元日本教育テレビ（現在のテレビ朝日）アナウンサーの太田眞一によると、1965年（昭和40年）に読売ジャイアンツがアメリカ合衆国フロリダ州にてドジャースのベロ・ビーチキャンプへ参加したときの出来事に始まる。ジャイアンツのヘッドコーチだった牧野茂が当時ドジャースの三塁コーチだったプレストン・ゴメス（英語: Preston Gómez）と共に練習を見ていたとき、バントの構えからヒッティングする選手を見たゴメスが繰り返した「Oh! Bastard!」という言葉を聞き、この一連の動きをアメリカでは「バスター」と呼ぶと勘違いした。牧野がそのままこの言葉を持ち帰ったことで、日本野球界に誤用が広まったとのこと。のちに太田から、この言葉の意味を尋ねられたゴメスは「冷やかし半分で『結構やるじゃないか』と褒める意味だった」としている。太田によれば「バスターは勘違いで広まってしまった、誤った野球用語である」としている。
バスターの名称が広まる以前の日本では「プッシュ打法」とも呼ばれていた。
バントを敢行すると気付いた相手チームは、それを阻止するためバントシフトと呼ばれる守備陣形を敷くことがある。この際にバントからバスターに切り替え、シフト変更により生じた隙を狙う。そのほか、バントと思わせることで打者が打ちやすい球種を投げさせる目的で使用したり、バスターとヒットエンドランを組み合わせたバスターエンドランという戦術も頻繁に用いられる。
投手からリリースされた球をしっかり見ることができ、テイクバックを小さくしなければ振り遅れやすいことから自然とコンパクトなスイングになるため、長打は望みにくいが選球眼に難がある選手にとって有効な打法とされる。また、フォームの矯正やタイミングの微調整を目的にバスターを用いる場合もある。
なおNPBでは、バスターから本塁打を打った記録がいくつか存在する。2006年（平成18年）9月2日、広島市民球場でのヤクルト対広島戦にてリック・ガトームソンが林昌樹から、2015年（平成27年）6月12日、QVCマリンフィールドでのロッテ対巨人交流戦にて清田育宏がマイルズ・マイコラスから、2016年（平成28年）7月10日、ヤフオクドームでのソフトバンク対楽天戦にて細川亨がジェイク・ブリガムから、2020年（令和2年）9月25日、明治神宮野球場でのヤクルト対阪神戦にて荒木貴裕が能見篤史から。
バスターとの技術的な関連性は薄いが、バッティングの際に利き手と反対の手でバットの中程を保持する構えをとる選手（福留孝介、松本哲也、鬼崎裕司など）は、近藤和彦の天秤打法とバスターの中間的な構えであるとして、「天秤バスター打法」と呼ばれることがある。